# 雁取り爺
雁取り爺（がんとりじい）は、日本の民話の一つ。「隣の爺型」昔話に分類される。

## 解説
心優しい老夫婦と欲深い隣人夫婦が、不思議な力を持った犬をきっかけに前者は幸福に後者は不幸になるという内容。「花咲か爺」と似た内容であるが、この説話では犬の来歴が最初に語られ、犬がまず「猟犬」として善良な老夫婦に福をもたらすことが特徴である。

## あらすじ
岩手県岩手郡の例
川上と川下に老夫婦が隣り合って住み、それぞれ川に簗をかけていた。だが上の爺の簗には木の根ばかり入り、下の爺の簗にばかり魚が入る。上の爺は腹を立てて樹の根を下の爺の簗に放り込んだ。下の爺は木の根を薪にしようと斧で割ると、中から白犬が生まれる。
白犬は短期間で成長し、下の爺を乗せられるほど大きくなる。ある時、犬は下の爺を載せて山中に連れ出した。そして山中の鹿をおびき出し、鹿が大猟になる。下の爺が婆と鹿汁を味わっていると、隣の上の婆が火種を借りに来たので鹿汁でもてなす。上の爺婆は嫉妬し、下の爺婆から犬を借りて無理やり山中に連れ出す。犬は山中の蜂を呼び出し、上の爺は睾丸を刺される。怒った上の爺は、犬を撲殺して埋める。
下の爺が犬を憐れんで墓を見に行くと、墓に植えられた木が花を咲かせていた。その枝を取って座敷に飾ると、米や金が降ってきた。それを知った上の爺婆が無理やり枝を借りて座敷に飾ると、牛糞や馬糞が降る。怒った上の爺婆は枝を切り刻んで焼く。下の爺婆は、枝を焼いた灰を何とか返してもらう。
あるとき、空を雁の群れが飛んでいたので下の爺は屋根に上り、群れに向かって灰を撒くと雁の目に入り、雁の大猟になる。上の爺婆は嫉妬し、雁を獲った灰の残りを譲り受ける。そして上の爺は屋根に上って雁の群れに灰を撒くと自分の目に入り、屋根から落ちる。上の婆は「大きな雁が落ちてきた」と、爺を打ち殺して汁にして食った。何か固くて噛み切れないものがあるので見ると、上の爺の耳だった。
欲張ったり人を妬むものではない。

## バリエーション
（地方などによりバリエーションあり）
- 鹿児島県喜界島、下甑島、熊本県天草郡の例では、犬の墓に植えられた竹や棕櫚が天にまで伸びて天の金蔵を突き破り、正直者の家に金が降る。隣の意地悪者が竹の節を分けてもらって、あるいは犬の骨を分けてもらって埋めると、延びた植物は天の便所を突き破り、家は汚物にまみれる。また、喜界島では犬の来歴を「正直者の弟が売れ残りの花を海に流すと竜宮に招かれ、犬をもらう」とする。喜界島の例話の登場人物は老夫婦ではなく、正直者の弟と意地悪な兄の話とされる[4]。

- 秋田県仙北郡では、木の根から生まれた犬が「ここを掘れ」と言うので地面を掘れば銭金が掘り出される。隣の爺に殺された犬の墓に植えた松の木が短期間で大木に成長し、伐って作った臼で餅を搗くと黄金になる。隣の爺が臼を借りて餅を搗くと汚物が湧きだし、隣の爺は怒って臼を焼く。臼の灰で雁を獲り、まねた隣の爺の目に灰が入り、屋根から落ちて婆に食われる結末は同じ[5]。

- 秋田県平鹿郡では、話の前部は「花咲か爺」とほぼ同一。最後に臼を焼いた灰で正直者の爺が雁を獲ってもうけ、隣の爺が灰を撒くと殿様の目に入って牢に入れられる[6]。

## 解釈
「雁取り爺」と「花咲か爺」は、「善良な老夫婦に大切にされた犬、犬の墓に生えた木の灰が幸福をもたらす」という意味で同系統の説話である。だが花咲か爺が「枯れ木に花を咲かせる」という華やかな結末ゆえに江戸時代の草双紙に採用されて伝承が固定化する一方、絵草紙に採用されなかった「雁取り爺」は地域ごとにさまざまな伝承が生きることになった。特に渡り鳥の越冬地である東北地方で顕著である。